# Six mois dans la vie de Ciril
Six mois dans la vie de Ciril est un roman slovène de Drago Jančar (2014), publié en français par les éditions Phébus en 2016.

## Trame narrative
À une entrée de métro de Vienne, un jeune violoneux remercie en slovène un donateur. Ciril est depuis trois ans à Vienne pour des études de musique pas encore commencées. Stefan est de passage pour affaires, et l'invite à déjeuner à Grinzing. Ciril sait écouter, acquiescer, hocher la tête, oublier. Stefan décide de le ramener à Ljubljana, au moins comme jardinier. Ciril se souvient surtout de ses amours passées, Ewa, Betty, Milena. À Ljubljana, il a fait des études d'ethnologie (avec le professeur Toplar, spécialiste de l'architecture paysanne slovène, dont le séchoir kozolec), plutôt que de musique, alors qu'il a une bonne formation en musique populaire (Le Tsigane et Le Capucin), et que son père le subventionne un peu s'il poursuit cette voie.
Il est d'abord logé chez Stefan. Sa fille, perturbée par les disputes de ses deux parents, certaines nuits, lui ouvre les bras, sans parvenir à toucher son cœur. Ciril est observateur, puis coursier, puis conseiller, surtout réticent à tout ce qu'il entrevoit de manipulations financières, avec les incidences sur le chantier de la cité Les Pentes Vertes, où le non paiement des salaires met les ouvriers bosniaques en grève. Un incident, devant la police et une chaîne de télévision, impliquant malgré eux le responsable du chantier et Ciril, est suivi d'un incendie d'une baraque du chantier, avec un gardien brûlé et blessé : La prochaine fois, consultez-moi avant que ça brûle (p. 179). Il retrouve des connaissances d'avant, maladroitement. Il réintègre une chambre chez Mme Kopriva. Les affaires tournent mal : Le crédit est une bombe à retardement (p. 274).
Ciril, chargé d'une dernière entrevue avec le financeur à Vienne, fait un rapide passage chez son père, puis, après négociation avortée, à son ancien club de jazz : Nokh Eyn Tantz (Encore une danse), Zu spät (Trop tard)...

## Personnages
- Ciril Kraljevic (fils de roi), 27 ans, violoniste de rue (violoneux) et de club, employé réticent, artiste,
  - Esad, coturne à Ottakring (Vienne), bosniaque, sans emploi,
  - Milena, amour étudiante de Ciril à Ljubljana, maîtresse de Baryton, assistante du professeur Toplar,
  - Elizabeta, Betka, Betty, originaire de Styrie, connue à Vienne,
  - Ewa, chanteuse, Adela, épouse de Leszek, du groupe Sejny Klezmer Band (avec Igor, Otto, Johan),
  - Madame Korpiva, résidant à Moste (district centre-est de Ljubljana), qui sous-loue une chambre à Ciril,
  - Paul Kraljevic, père de Ciril, professeur de musique, veuf de Marijica, retraité, à Bistrica,
- Stefan Dobernik (bon), de D & P Investments, investisseur, résidant à Rozna dolina,
  - Madame Adèle, épouse,
  - Felicita, Feliks, leur fille, sensible, travaillant au Bureau des Droits des Femmes, étudiante à Londres,
  - Anica, femme de ménage,
  - Madame Tatiana, secrétaire, maîtresse ancienne de Stefan, (avec une dizaine d'employés discrets),
  - Dimitri Kostadinov, bulgare, homme d'affaires, investisseur, de l'hôtel Marriott de Vienne, 
    - son représentant, Spicak / Trifunovic, porté sur la vodka,

  - Piscanec (poulet), ingénieur en construction, maison près du stade, bureau à Vrhnika, associé (P) de Stefan,
    - sa femme Zofija / Zofka,

  - Psenicnik, éminence grise, absente,
  - Gradbenik, responsable du chantier, donc de la grève,
  - Perica Halilovic, Security, gardien du chantier du projet Les Pentes Vertes, brûlé lors de l'incendie,
    - son fils Marko,
- Franc Simonic, Franci,  Baryton, ami des années d'études à Ljubljana, directeur d'une agence de publicité, utilitariste,
  - son amie Milena...